# Rejectaria nucina
Rejectaria nucina är en fjärilsart som beskrevs av Paul Dognin 1914. Rejectaria nucina ingår i släktet Rejectaria och familjen nattflyn. Inga underarter finns listade.